# First Hawaiian Center
El First Hawaiian Center es el edificio más alto del estado estadounidense de Hawái y de Honolulu, la capital y la ciudad más grande del estado. Fue inaugurado en 1996. Desde entonces es la sede corporativa mundial del First Hawaiian Bank, el banco más antiguo y más grande con sede en Hawái.

## Características
Este edificio de estilo posmodernista se encuentra en el número 999 de la Bishop Street en el centro de Honolulu, cerca de Bishop Park. Tiene unos 2.200 m² de plaza abierta, espacio de parque y vías fluviales en medio del paisaje urbano del distrito financiero. Fue construido entre 1993 y 1996.
Está a pocos pasos del Aliiolani Hale, la Catedral de Nuestra Señora de la Paz, el Capitolio Estatal y el Palacio 'Iolani. Tiene tres pisos dedicados a la Casa Spalding del Museo de Arte de Honolulu. También es la sede del Centro de Innovación del Pacífico.
El First Hawaiian Center fue completado e inaugurado en 1996. Con más de 60.000 m² de espacio y una altura de 131 m, el edificio costó más de 175 millones de dólares. Fue diseñado por la firma Kohn Pedersen Fox Associates.